# Comestible de cànnabis

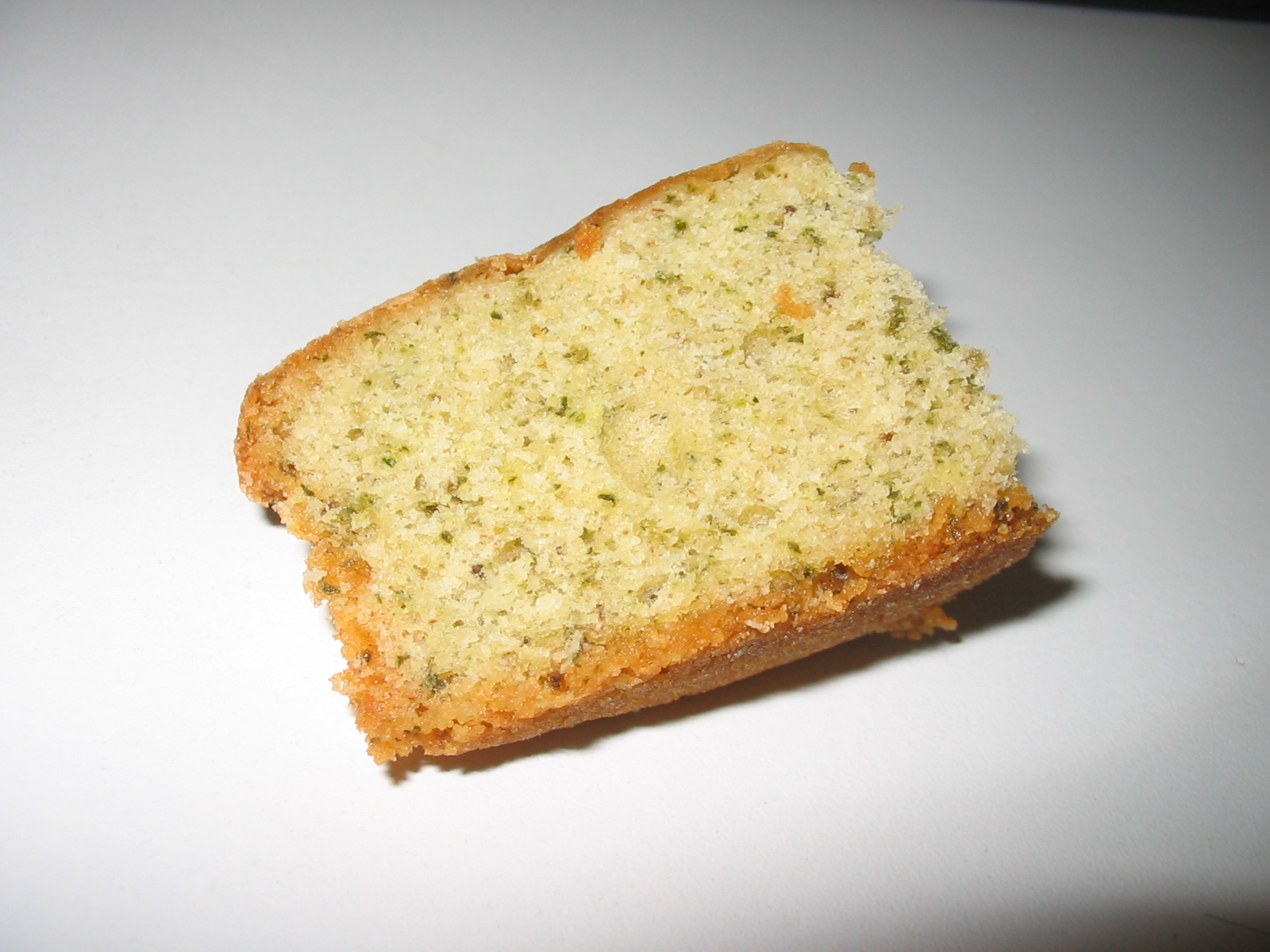
Llesca de coca espacial.

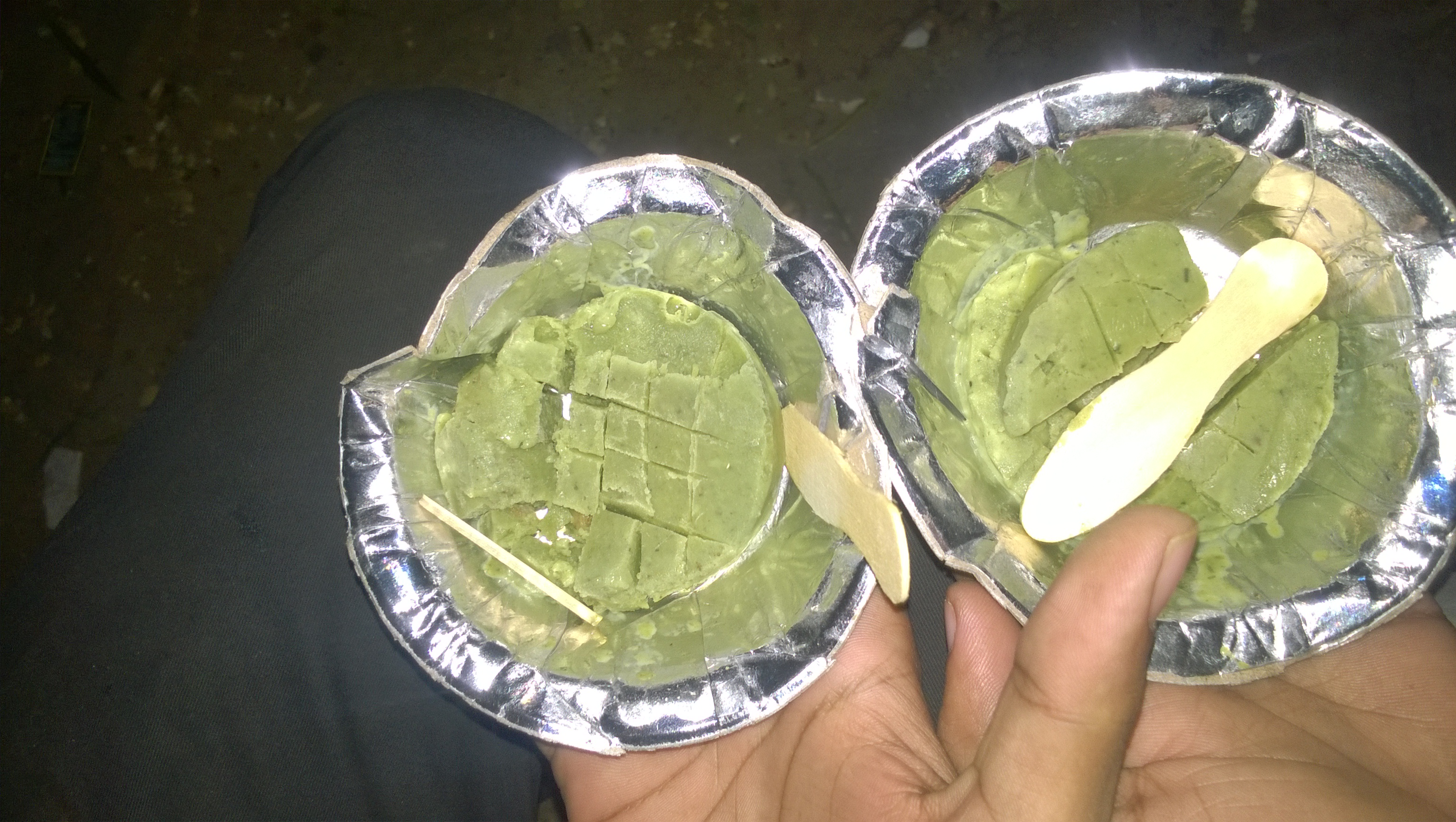
Gelat de marihuana.

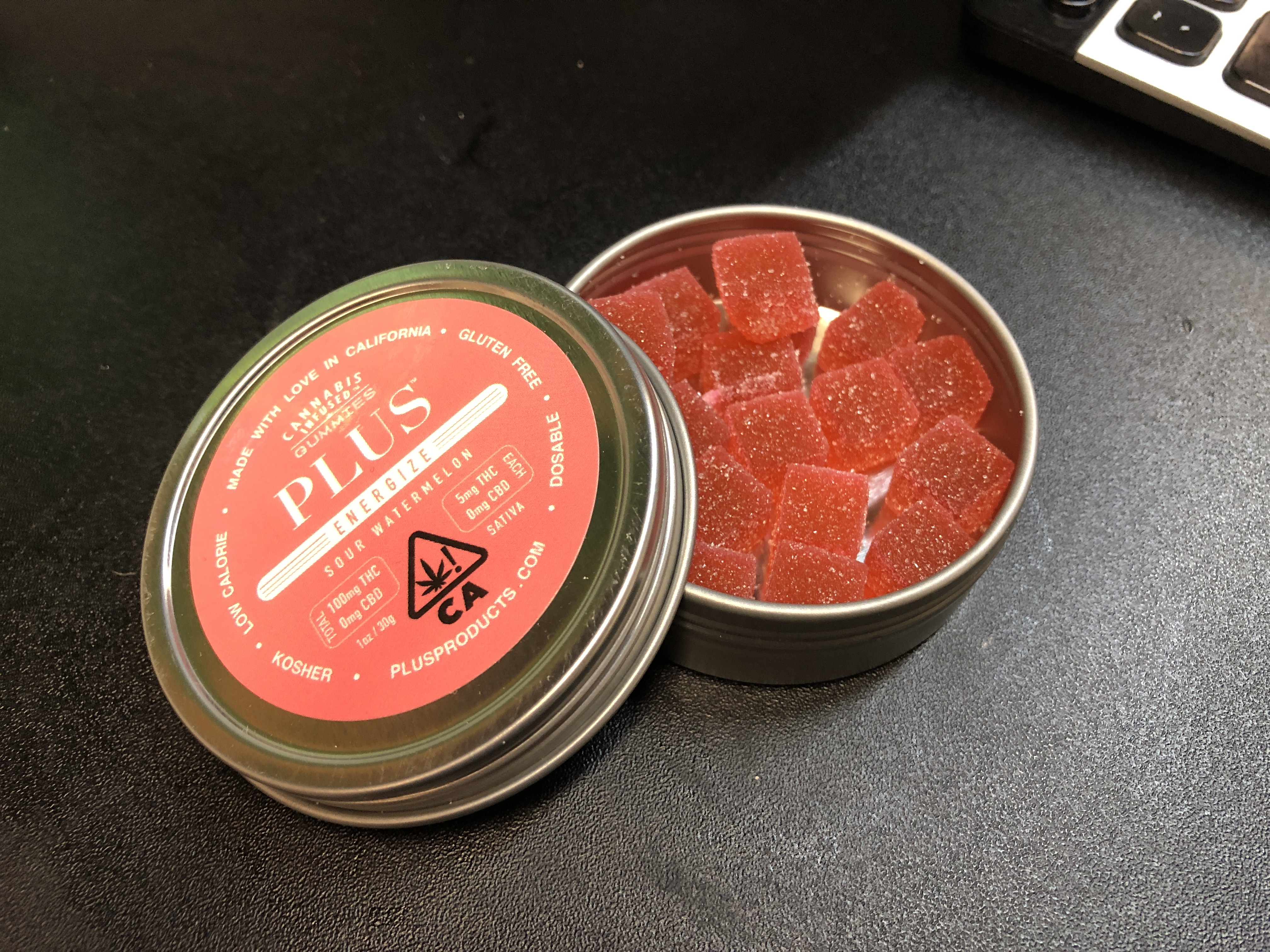
Llapolies de cànnabis.

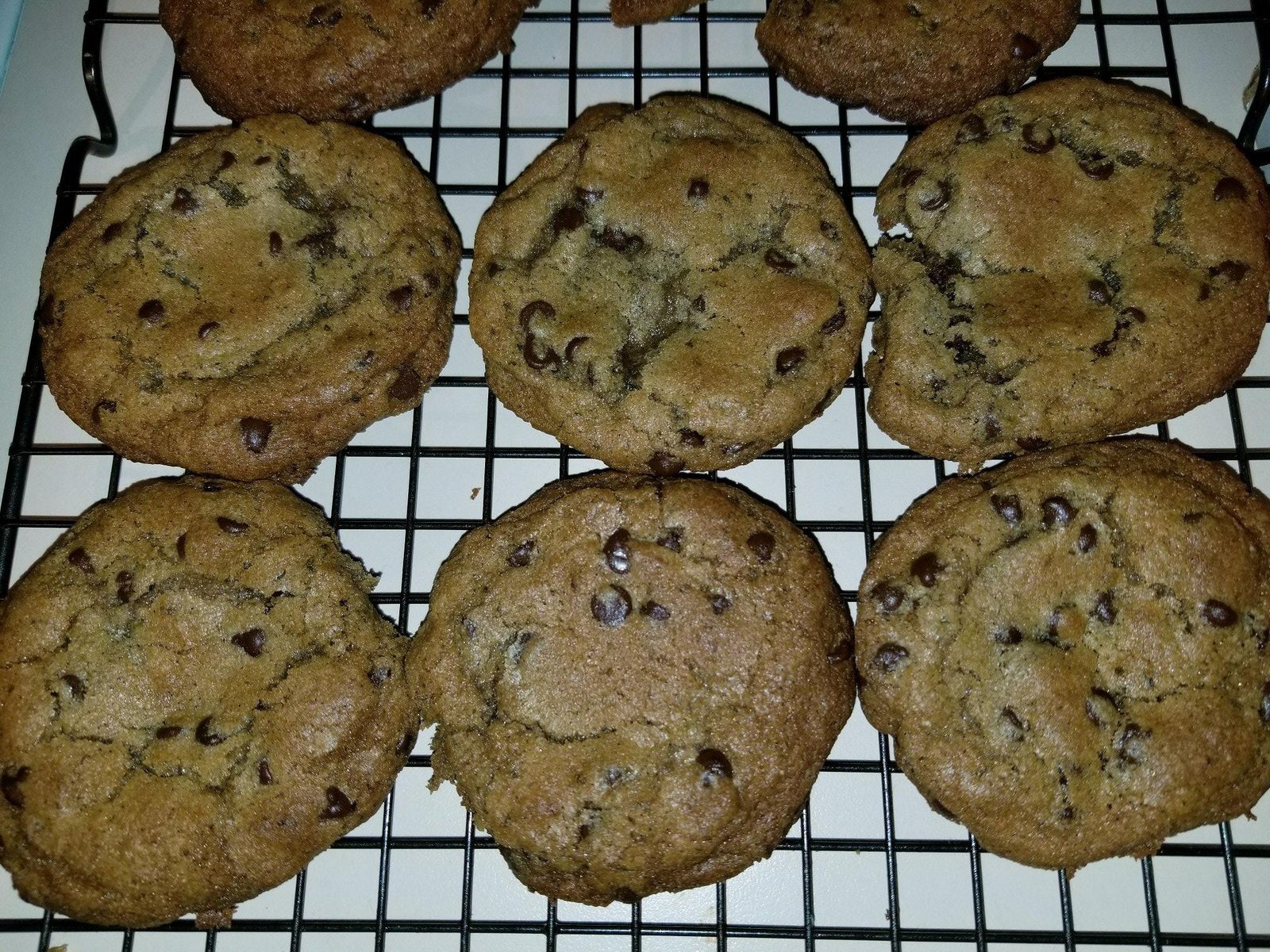
Galetes de cànnabis.

Els menjars i begudes de cànnabis, també conegudes com comestibles de cànnabis, són menjars i begudes fetes amb cànnabis o algun dels seus derivats. Alguns ingredients de cànnabis són la mantega de Marrakesh, o la tintura de cànnabis; Algunes preparacions culinàries de cànnabis són els space cakes («pastissos espacials») o el majún. Algunes begudes de cànnabis són el te de cànnabis o el bhang.
Per a fer sentir els efectes psicotròpics del tetrahidrocannabinol (o THC), que només és soluble en lípids i alcohol, El cànnabis ha de ser cuinat juntament amb algun aliment que els contingui, abans de ser barrejat en pastissos, galetes o begudes. Durant la preparació és necessari que el cànnabis agafi prou calor per a causar la descarboxilació de la seva cannabinoide més abundant, L'àcid tetrahidrocannabinólic (ATHC), en THC psicoactiu i en 11-OH-THC que no s'obté quan es fuma el cànnabis.

## Història

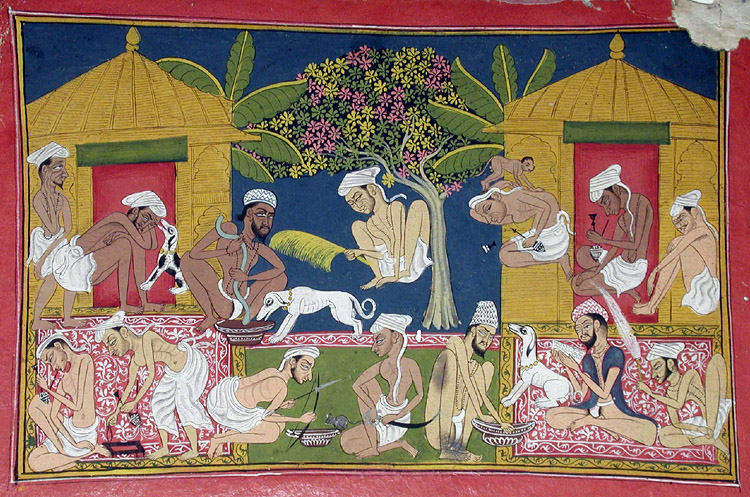
Dibuix on es mostra a religiosos hindús beure bhang (~1790).

Els primers registres de menjars i begudes de cànnabis (comestibles de cànnabis) provenen del subcontinent indi, on els seus pobladors han preparat aliments i begudes amb bhang durant mil·lennis, tant amb finalitats espirituals com medicinals. La solubilitat en oli dels extractes de cànnabis era ben coneguda pels antics indis, ja que existeixen antigues receptes sànscrites en les quals cal cuinar el cànnabis en ghee abans de barrejar-lo amb altres ingredients.
El bhang ha estat utilitzat per grups hindús en aliments i begudes des de, almenys el segle xi  a. El bhang s'elabora i  es consumeix tradicionalment durant el Holi, un  gran festival primaveral hindú.
L'interès modern pels aliments amb cànnabis s'atribueix a la publicació de The Alice B. Toklas Cook Book («Llibre de cuina d'Alice B. Toklas»), de 1954. En ell, Toklas va incloure una recepta anomenada Haschich fudge («dolça d'haixix»), que va ser aportada per l'artista i també amic seu Brion Gysin. Encara que es va ometre en les primeres edicions estatunidenques, Toklas i les seves postres (conegut popularment com «brownie d'Alice Toklas») es van convertir en sinònims de cànnabis durant la creixent contracultura dels anys seixanta.
En alguns estats de EE. UU. en els quals han legalitzat el cànnabis, els comestibles de cànnabis s'han convertit en un gran negoci important, juntament amb el cànnabis utilitzat simplement per a fumar.
Els comestibles de cànnabis poden ser perillosos si arriben a ser ingerits per nins petits, mascotes i consumidors de cànnabis sense experiència o coneixement, ja que fàcilment poden consumir una dosi excessiva sense ser conssients. A més, les anomenades al control d'intoxicacions han augmentat dramàticament des de 2008 a causa de la ingestió de comestibles per gossos. Al Canadà, els comestibles de cànnabis són legals des de 2019, però les restriccions reguladores i l'interès reduït del consumidor poden inhibir la innovació.

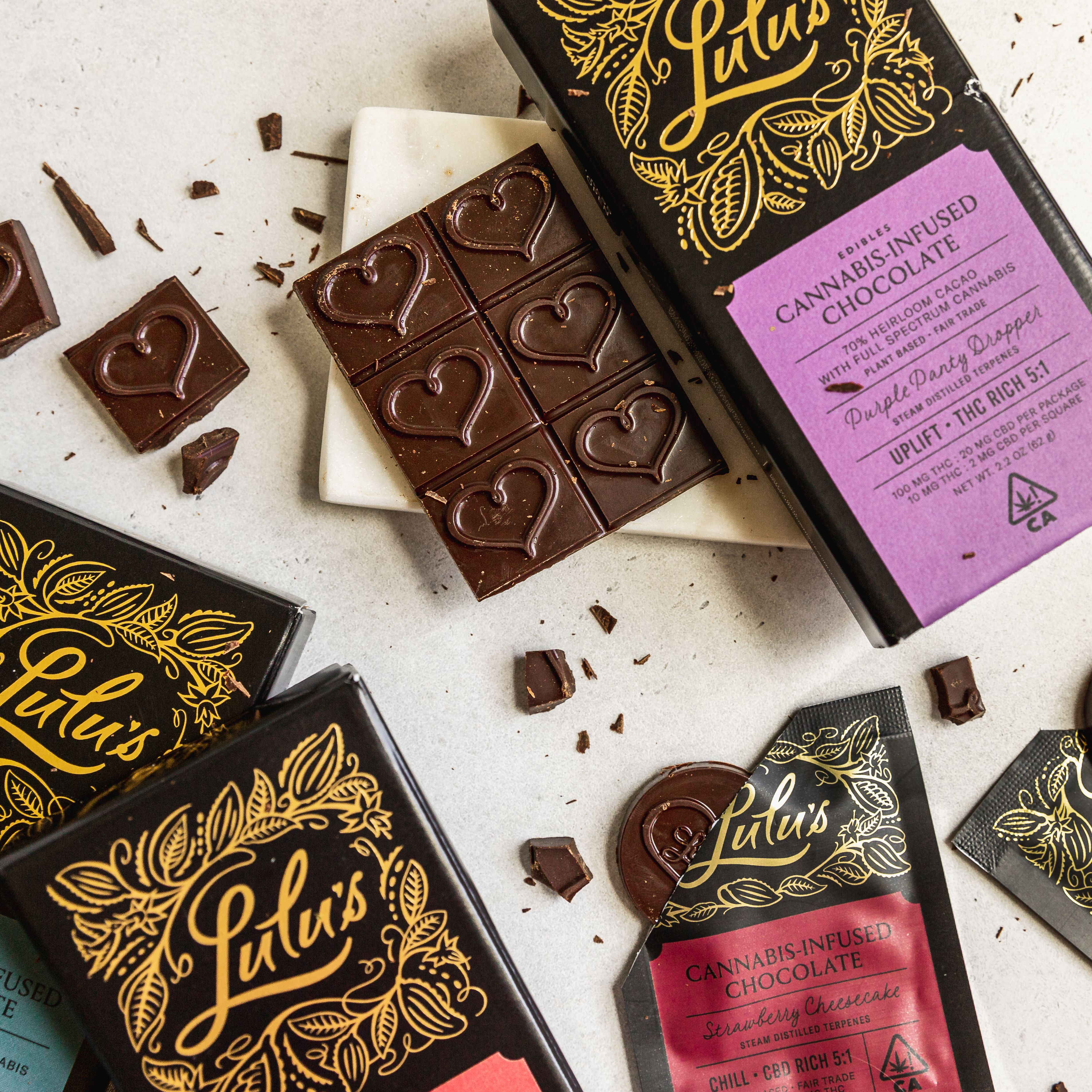
Xocolata de cànnabis

### Pastisseria de cànnabis
Una forma comuna de consumir cànnabis alms menjars o begudes són els pastissos, pastissos, galetes, magdalenes, bescuits i altres productes enfornats, els denominats «pastissos espacials» o space cakes. En aquest cas, la marihuana se sol barrejar amb la matèria grassa del pastís, bé sigui mantega o oli. També es pot usar haixix o kif.
A primera vista sol ser difícil distingir entre un pastís normal i un pastís especial abans del seu consum. Així i tot, els de cànnabis tendeixen a ser lleugerament de color verd i sovint emeten una lleugera olor de la mateixa planta.
En provar-ho, es pot notar un cert i característic sabor d'herba, encara que sempre depenent de la quantitat usada. En general, el sabor d'herba desagrada al paladar del consumidor, per la qual cosa els productors de comestibles de cànnabis tracten d'emmascarar-ho amb edulcorants, especiantes o afruitats.

### Majún i daguamasca
El Magreb és una petita zona on la marihuana es produeix de manera tradicional des de fa, almenys, un mil·lenni. Mentre que als països occidentals el cànnabis s'ha fet popular en temps relativament moderns, en el món àrab es considerava un producte recreatiu comú, perquè l'Alcorà prohibeix explícitament l'alcohol però no la marihuana. Dels països àrabs són originaris l'haixix (حشيش ḥashīsh) i el kif (كيف kayf), i amb ells es produeixen el majún i la daguamasca, un tipus de pasta o melmelada densa i dolç amb la qual es fan pastelitos.

### Te de cànnabis
El te de cànnabis es pot realitzar infusionant parts de la planta en aigua en bullint o, millor, dissolent el cànnabis en un producte gras (com a llet o mantega), i agregant-lo a l'aigua. El cànnabis en forma de te sol tenir un efecte més suau, a més de relaxant i analgèsic. També es pot combinar amb un altre te (te verd, te negre, etcètera) per a fer-ho més estimulant, o amb espècies per a aportar-li sabor.

### Bhang, lassi i thandai

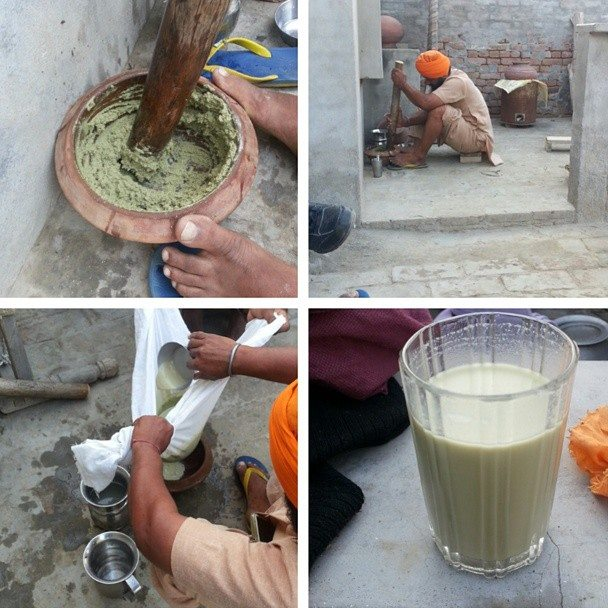
Preparació del bhang en Punyab, l'Índia.

En la cultura de l'Índia, existeix una beguda anomenada bhang, que tradicionalment es prepara molent el cànnabis en un morter i disolvend-la en llet amb sucre i amanint-la amb espècies com l'herba kusha. Se sol preparar per a les èpoques festives com el Holi, celebració hindú al març. El bhang se serveix solo o barrejat amb altres begudes sense cànnabis: Bhang ki thandai és bhang amb thandai i Bhang ki lassi és bhang amb lassi. També existeix el bhang ki chutney en el nord de l'Índia.